# Сура Аль-Маїдда
Сура Аль-Маїдда (араб. سورة المائدة, swrẗ ạlmạỷdẗ) або Трапеза — п'ята сура Корану. Мединська сура, що складається зі 120 аятів. 
У цій сурі йдеться про облаштування мусульманської спільноти, будівництво держави та облаштування суспільства на засадах нової релігії.
Коротко наводяться приклади порушення юдеями та християнами чистоти їх релігій (мірилом цієї чистоти виступає іслам). На противагу «спотворенням» попередніх релігій, у цій сурі наводяться практичні приписи ісламу стосовно їжі, ритуальної чистоти, справедливості та вірності

## Короткий зміст
На початку міститься заклик виконувати всі обов’язки стосовно інших людей та Аллаха, після цього йдуть конкретні вказівки щодо їжі, що мають сприяти встановленню розумного та свідомого суспільного життя без забобонів і ненависті (1-6).
Тілесна чистота, справедливість і прямота вчинків є найважливішими свідченнями благочестя (7-12).
Оскільки юдеї та християни «відвернулись» від істини та «порушили» свій заповіт, їм вже зроблене напучення (13-29).
Як Хабіл (Авель) був убитий своїм братом Кабілом (Каїном), так і праведному доводиться потерпати від заздрісника. Аллах покарає винного, тому праведному не слід сумувати (30-46).
Мусульмани мусять бути безпристрасними та справедливими, та вони зобов’язані оберігати свою спільноту й свою віру від образ та насмішок; вони покликані цінувати благочестя, смиренність та інші добрі якості християн (47-89).
Вони мусять з вдячністю насолоджуватися всім, що визнано добрим і дозволено, але уникати зловживань. Засуджується лихослів’я, пияцтво, азартні ігри, осквернення святинь, всілякі забобони та лжесвідчення (90-111).
На завершення йдеться про чудеса, сотворені Ісою, та про «зловживання» цими чудесами християнами (109-120).